# Benicull de Xúquer
Benicull de Xúquer – gmina w Hiszpanii, w prowincji Walencja, we wspólnocie autonomicznej Walencja, o powierzchni 3,5 km². W 2011 roku liczyła 967 mieszkańców.